# Sui (città)
Sūi è una città della provincia del Belucistan, nel Pakistan meridionale, situata a nord-est di Jacobābād. Salì alla ribalta nel 1950-51 in seguito alla scoperta di uno dei maggiori depositi di gas naturale del mondo. Le operazioni di estrazione ebbero inizio nel 1955 con la posa di gasdotti che rifornirono di combustibile e di energia a buon mercato le industrie di Hyderābād, Karāchi e Sukkur. Le condotte vennero in seguito estese fino a Multān (1958), Lahore, Faisalābād (la ex Lyallpur) e Hatār (1970). Oltre a generare energia, il gas di Sūi viene impiegato nella fabbricazione di fertilizzanti ed è alla base della crescente industria petrolchimica del Pakistan.